# زینتسیگ
شهر زینتسیگ (به آلمانی: Sinzig) در ایالت راینلند-فالتز در کشور آلمان واقع شده‌است.